# Sköna juveler (1980)
Sköna juveler (originaltitel: Rough Cut) är en amerikansk film från 1980 baserad på Derek Lamberts roman Touch the Lion's Paw.

## Handling
Två tjuvar stjäl oslipade diamanter för 30 miljoner dollar och blir så småningom förälskade i varandra.

## Om filmen
Filmen hade premiär i USA den 19 juni 1980.

## Rollista (urval)
- Burt Reynolds - Jack Rhodes
- Lesley-Anne Down - Gillian Bromley
- David Niven - Cyril Willis
- Timothy West - Nigel Lawton
- Hugh Thomas - manlig gäst